# Adenomera andreae
Adenomera andreae là một loài ếch thuộc họ Leptodactylidae.
Loài này có ở Bolivia, Brasil, Colombia, Ecuador, Guyane thuộc Pháp, Guyana, Peru, Suriname, và Venezuela.
Môi trường sống tự nhiên của chúng là rừng ẩm vùng đất thấp nhiệt đới hoặc cận nhiệt đới, đồng cỏ nhiệt đới hoặc cận nhiệt đới vùng ngập nước hoặc lụt theo mùa, vườn nông thôn, và các vùng đô thị.
Chúng hiện đang bị đe dọa vì mất môi trường sống.